# Robert Tieman
Robert Tieman (Leiderdorp, 17 mei 1976) is een Nederlands politicus namens de BoerBurgerBeweging (BBB). Sinds 19 juni 2025 is hij minister van Infrastructuur en Waterstaat.
Hiervoor was hij manager public affairs bij werkgeversorganisatie VNO-NCW en manager bij een chemiebedrijf en dagelijks bestuurder bij het Hoogheemraadschap van Delfland. Op 12 juni 2025 werd bekend dat Tieman beoogd minister van Infrastructuur en Waterstaat is, in het demissionaire kabinet-Schoof.